# Pinta copiadora de perfiles

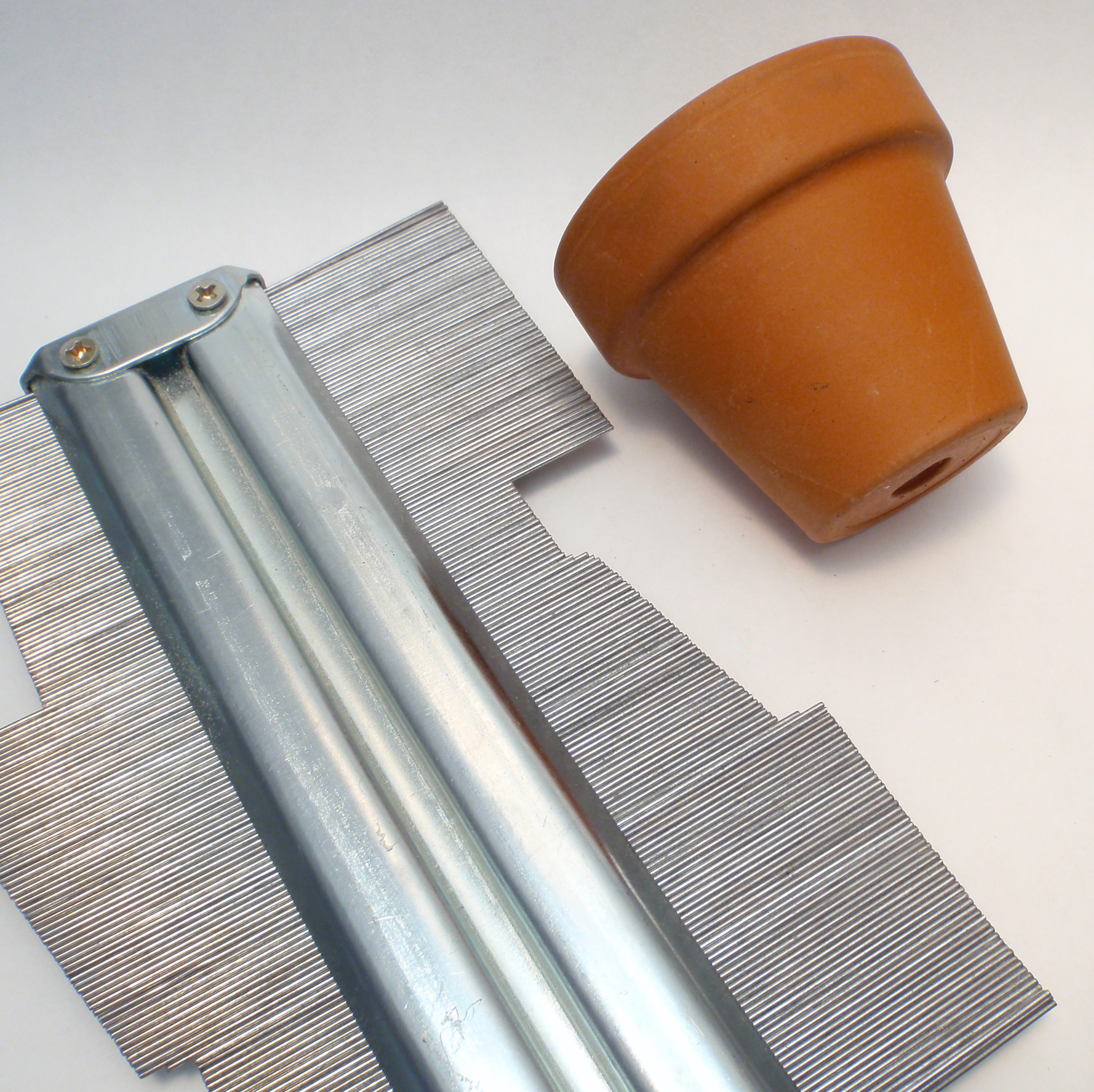
Una pinta copiadora adaptada al perfil de un pequeño tiesto

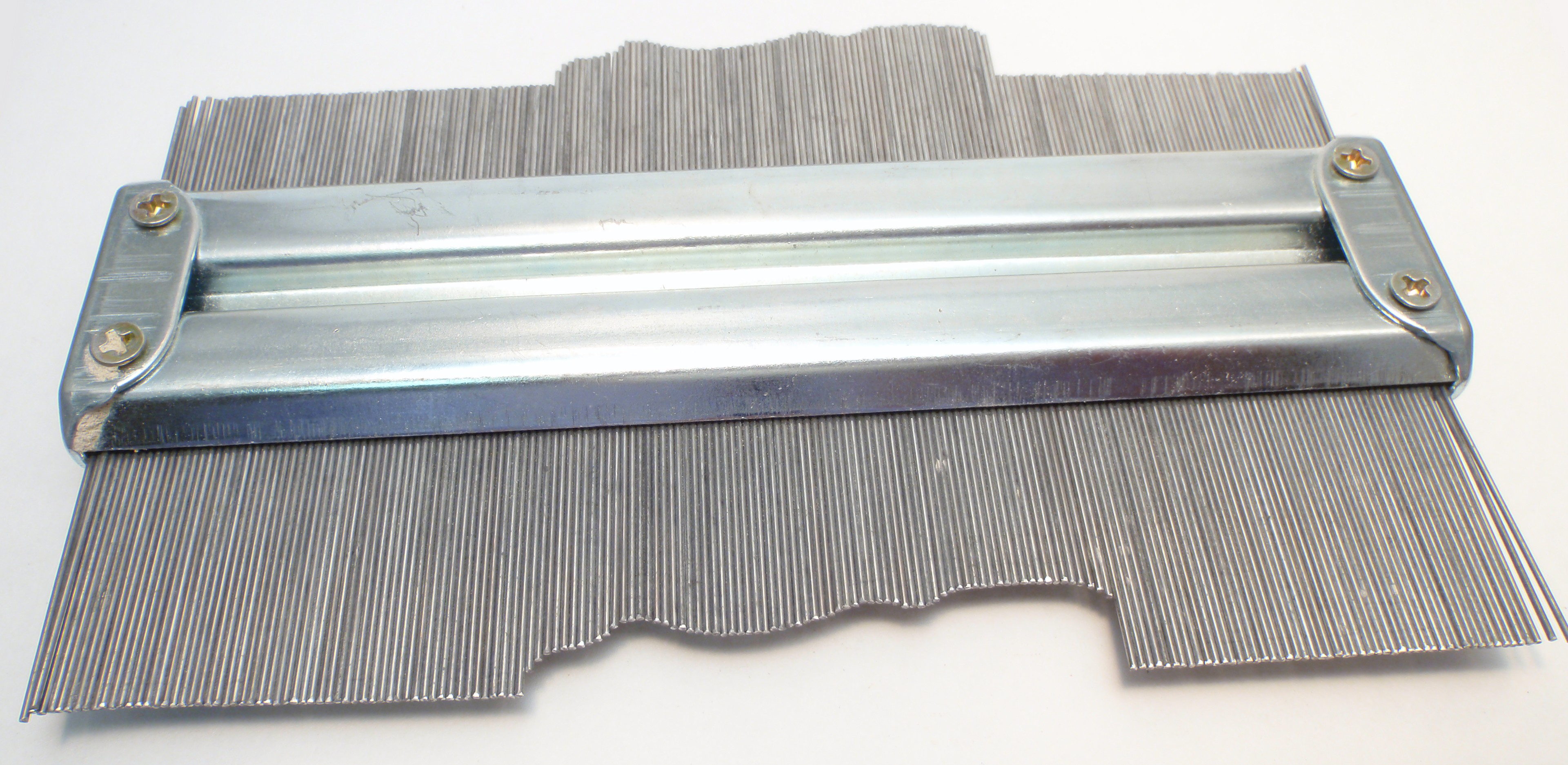
Una pinta copiadora de perfiles.

Una pinta copiadora de perfiles es una herramienta consistente en uno reglo rígido con una muchedumbre de agujeros que alojan varillas cilíndricas muy delgadas (cada agujero aloja una varilla), de metal o plástico, de forma ajustada pero que permite el deslizamiento de cada varilla dentro de su agujero.
Aplicando la pinta copiadora contra un perfil (generalmente perteneciente a un cuerpo sólido) y pulsando con cierta cura, las varillas se adaptan al perfil. Un  golpe conseguida una adaptación correcta se puede enretirar el peine. Las varillas conservan el perfil que se quería copiar (mercedes al rozamiento entre cada varilla y su agujero) y es posible copiar el perfil dibujándolo sobre un papel o sobre una pieza de otro material (madera, metal, plástico,…), resiguiendo el perfil con un útil de dibujo o un punzón de marcar.

## Usos
- Las pintes copiadoras se usan en trabajos de carpintería Y ebanistería, y en trabajo de los metales.[1][2][3][4][5][6]
- En varias industrias las pintes copiadoras permiten comparar el perfil de piezas reales con el perfil correcto que tendrían que tener.[7]
- En arquitectura y trabajos de restauración las pintes copiadoras pueden trasladar perfiles complicados de molduras decorativas y similares.[8]
- En trabajos arqueológicos los peines permiten copiar perfiles de materiales cerámicos y otros.[9][10]
- Para ceramistes y terrissaires los peines pueden ser útiles para copiar perfiles.

## Dos dimensiones y tres dimensiones
Las pintes copiadoras sirven para copiar perfiles bidimensionales contenidos en un plan.
Un equivalente tridimensional sería la pantalla de varillas Pin Arte , que permite reproducir superficies tridimensionales.